# Pilip Vaitsiakhovich
Pilip Vaitsiakhovich, egentligen belarusiska: Піліп Ігаравіч Вайцяховіч: Pilip Iharavitj Vajtsiachovitj, född den 26 mars 1990 i Maladzetjna i Vitryska SSR i Sovjetunionen (nu Belarus), är en belarusisk fotbollsmålvakt som spelar för IFK Värnamo.

## Karriär
Vaitsiakhovich moderklubb är Partizan Minsk. I Sverige har han tidigare representerat IK Frej, Assyriska FF, AFC United och Umeå FC. 
I augusti 2016 värvades Vaitsiakhovich av FC Trollhättan. I februari 2017 värvades han av IFK Värnamo. I januari 2018 gick Vaitsiakhovich till Vasalunds IF. Inför säsongen 2019 återvände Vaitsiakhovich till IFK Värnamo.